# Adela Orpen
Adela Orpen (3 février 1855 - 17 février 1927) est une écrivaine irlandaise.

## Biographie

### Jeunesse
Adela Orpen est née Adela Elizabeth Richards, le 3 février 1855, dans une plantation en Virginie aux États-unis. Elle est la seule survivante des enfants d'Edward Moore Richards et de son épouse, Sarah Elizabeth (née Tisdale). Après la mort de sa mère le 19 février 1860 et celles de ses deux frères et sœurs, elle déménage avec son père au Kansas en 1862. Cette décision est motivée en partie par l'intégration du Kansas à l'union fédérale, son père s'opposant à l'esclavage. Là-bas, Adela, son père, et sa tutrice Adelia Gates, vivent pleinement selon le mode de vie Frontier, construisant une simple maison de bois et élevant des chevaux et du bétail. Pendant que son père combat aux côtés de l'union de la Guerre civile américaine, Adela s'occupe de leurs terres, planifiant même leur évacuation en fonction de l'avancée des confédérés. Cette enfance passée en solitaire et le besoin de survivre sur la frontière a eu ayant une forte influence sur sa vie et a rendu très proche sa relation avec son père. Elle note plus tard qu'il est : « Père, mère, compagnon, ami... au cours de ces années au Kansas et l'influence de sa formation est restée forte tout au long de ma vie »,.

### Vie en Irlande
La famille déménage en Irlande, en 1867, à la suite de l'héritage par son père du domaine Grange, maison familiale à Killann, comté de Wexford. Cet héritage survient à la mort de John Francis Richards, le frère aîné de son père. Sa grand-mère paternelle est encore en vie. Une fois de plus, Orpen et son père sont accompagnés par Gates, qu'elle appelle Maman. Adela passe le reste de sa jeunesse à Grange, plus tard renommé Monksgrange par son père. Sa vie en Irlande est plus conventionnelle que celle aux États-Unis, mais son père garde des intérêts inhabituel. Il participe à la campagne pour la réforme des habits féminin et pour les droits des femmes de façon plus générale. Il fournit à sa fille un environnement stimulant. Le début de la guerre des terres dans les années 1870 voit leur vie changer de façon significative, à la fois économiquement et politiquement. Ces changements les font changer d'engagement politique du nationalisme libéral au parti conservateur britannique.
Les difficultés économiques dues à la retenue des loyers retardent son mariage avec son cousin germaine, Goddard, Henry Orpen. Son père résiste également à ce mariage ; il pense que Goddard est financièrement insuffisant car il n'est qu'au début de sa carrière en tant qu'avocat à Londres. Ils se marient le 18 août 1880 à l'Église Saint-Pierre d'Aungier Street à Dublin. Son mari décrit son mariage comme « une union parfaite ».

### Carrière littéraire
La famille Orpen partent pour Bedford Park, la nouvelle banlieue de Londres, où ils ont deux enfants, Lilian Iris née en 1883 et Edward Richards, né en 1884. Pendant ce temps, Orpen établit avec succès sa carrière comme essayiste et romancière à partir de 1886. Ses articles sont publiés dans des journaux à Londres et à New York, ainsi que trois romans : Corrageen in '98: a story of the Irish rebellion en 1898, Perfection city en 1897 et The jay-hawkers: a story of free soil and border ruffian days en 1900. Ses plus importantes œuvres sont des non-fictions biographiques et autobiographiques: The chronicles of the Sid; or, The life and travels of Adelia Gates en 1893 et Memories of the old emigrant days in Kansas, 1862–1865 en 1926.
Sa carrière littéraire se termine à son apogée dans les années 1900, lorsque son père lui transfert le domaine Monksgrange et qu'elle décide de se consacrer entièrement à sa gestion. Elle s'y installe avec son mari, qui renonce à sa carrière au barreau de Londres et devient historien.

### Fin de vie
En 1923, la maison de Monksgrange est attaquée par les républicains pendant la Guerre civile irlandaise, apparemment, Orpen évite d'être abattu grâce à une rapide réplique. Vers la fin de sa vie, elle est très déçue par l'évolution de la situation politique en Irlande, et devient hostile envers l'Angleterre pour ce qu'elle considère comme une trahison de l'Irlande. Comme son père, Orpen était sceptique à l'égard de la religion, et dans le recensement de 1911 elle est déclarée comme un agnostique. Elle meurt le 17 février 1927 à Monksgrange et est enterrée au cimetière St Anne de Killann. Monksgrange possède encore une vaste collection de ses livres, ainsi que des manuscrits de ses articles et de livres.